# Isla Nublar
Isla Nublar (detta anche il cosiddetto "Sito A") è un'isola immaginaria che serve da ambientazione al romanzo Jurassic Park di Michael Crichton e all'omonimo film del 1993 di Steven Spielberg tratto dal romanzo, oltre che al quarto e al quinto capitolo della serie cinematografica.
Isla Nublar è solo una delle due isole possedute dalla InGen e su cui sopravvivono i dinosauri. L'altra è Isla Sorna, il "Sito B".

## Descrizione
Isla Nublar si trova 120 miglia (circa 190 km) al largo della Costa Rica, a nord-ovest rispetto alla terraferma, ed è coperta da una perenne coltre di nebbia, da cui deriva il suo nome in lingua spagnola. Dal febbraio 2017 presenta inoltre attività vulcanica mai costatata fin dalla scoperta dell'isola, nel 1525, specialmente nella punta meridionale e nel nord dove è situato Mount Sibo, il vulcano dell'isola.
Originariamente l'isola era dimora di una popolazione indigena di pescatori chiamata Tun-Si, facente parte del popolo Bribri, un popolo indigeno della Costa Rica. Quando la InGen comprò l'isola il governo costaricano costrinse con la forza la gente indigena ad andarsene. Dei Tun-Si non si parla in nessun film del franchising, tuttavia vi si fa riferimento nel sito vetrina della Masrani Global Corporation ed in Jurassic Park: The Game.
Poco dopo John Hammond, un eccentrico imprenditore intenzionato a riportare in vita per clonazione i dinosauri, acquistò l'isola dal governo costaricano, e tra il 1984 e il 1989, con l'aiuto del genetista Henry Wu e degli ingegneri informatici John Arnold e Dennis Nedry, costruì il Jurassic Park, un parco di divertimenti in cui numerosi esemplari viventi di dinosauri potevano essere ammirati per la prima volta dal genere umano.
Su tutta l'isola sorgono possenti e intricati reticolati elettrici gestiti dai computer, per impedire il libero spostamento degli animali, accompagnati da imponenti edifici blindati e sorvegliati da telecamere che compongono quello che sicuramente è un safari altamente sofisticato. Al Jurassic Park sono impiegate una ventina di persone in tutto, poiché Hammond sostiene che un corretto sviluppo dei computer possa garantirne un buon funzionamento.
L'Isla Nublar, che pareva destinata a divenire il paradiso dei paleontologi e degli investitori del mondo intero, viene improvvisamente sconvolta da un disastro a seguito di un sabotaggio informatico compiuto da Dennis Nedry, corrotto da un rivale in affari della InGen di Hammond. A seguito di ciò, i dinosauri, che hanno imprevedibilmente iniziato a procreare, evadono dai propri recinti, e prendono il possesso dell'isola, che viene abbandonata e chiusa al pubblico, finché l'esercito costaricano, su ordine del governo, la bombarda completamente con l'utilizzo del napalm, cancellando ogni traccia di vita presente.
Contrariamente al libro, in seguito agli eventi del primo film, l'isola non viene distrutta. Nel novembre del 1994, un anno dopo l'incidente nel parco causato da Nedry, un team di riassetto e ricerca della InGen, di cui fa parte anche il dr. Wu, viene inviato per ripulire l'isola e catalogare e studiare la crescita dei dinosauri vivi presenti. In questo frangente viene scoperta la variabilità sessuale degli animali. A partire dal dicembre 2000 lo stesso Wu viene coinvolto nel progetto Jurassic World, improntato alla riapertura di un parco a tema giurassico da parte della Masrani Global, che nel 1997 aveva acquistato la InGen. Nel 2005 l'inaugurazione avviene alla presenza di più di 90.000 visitatori, con nuove infrastrutture e nuove specie di dinosauri: tra tutti, il mosasauro e i rettili volanti, abitanti rispettivamente una laguna artificiale e la voliera, quest'ultima non molto distante dal centro visitatori del vecchio Jurassic Park. Tra le varie attrazioni vi è anche il nuovo recinto del Tirannosauro collocato non distante dal Innovation Center, il nuovo e moderno centro visitatori del parco.
L'isola si presenta suddivisa in due aree principali: a Nord vi è la Restricted Area, dove vengono allevate e studiate le future attrazioni (non essendo più disponibile il "sito B" a Isla Sorna); in questa zona vi è anche il recinto di ricerca sui Velociraptor, non aperto al pubblico. A Sud invece vi è il parco vero e proprio, comprendente, scendendo da Nord, la Valle delle Girosfere, un'ampia prateria percorribile tramite una sfera in vetro temperato a due posti, dove convivono molte specie di dinosauri erbivori. Le recinzioni elettrificate sono state sostituite da moderni sensori di rilevamento che, all'avvicinarsi di un animale al limite del suo areale, attivano un microchip impiantato sottopelle al dinosauro dandogli una scossa elettrica, impedendogli così di uscire dalla sua zona.
A Sud della Valle vi è la Voliera e il resto del parco, comprendente hotel di lusso, campi da golf, da tennis, spiagge, bar, ristoranti, tra cui il Winston Steak House in Main Street, quest'ultima un lungo viale che collega il centro visitatori alla laguna del mosasauro. Nel 2015, a seguito dell'incidente causato dalla fuga di un ibrido, l'Indominus Rex, il parco finisce in amministrazione controllata. Tre anni dopo, a seguito di una grande eruzione vulcanica causata dal monte Sibo, l'isola viene completamente distrutta, esplodendo e uccidendo qualsiasi cosa vi abiti sopra (Dinosauri, piante e animali locali). Oggi, tutto ciò che rimane di Isla Nublar è un'enorme isola infernale e abbandonata. Vengono però salvate numerose specie di dinosauri dalla spedizione di Ben Lockwood almeno 31 specie (allosaurus adulto,  allosaurus giovane, ankylosaurus, apatosaurus, baryonyx, becklespinax, brachiosaurus, carnotaurus, ceratosaurus, chorytosaurus, compsognathus, pteranodon, dimorphodon, sinoceratops, triceratops, triceratops cucciolo, pachycefalosaurus, pachyrhinosaurus, nasutoceratops, stegosaurus, kentrosaurus, stygimoloch, gallimimus, proceratosaurus, dilophosaurus, majungasaurus, suchomimus, la t rex del isola e blue la velociraptor furono caturate dai mercenari  di eli mils e imbarcate sulla nave  arcadia e il mosasaurus e rilasciato prima del eruzione ), ma alla fine la metà di loro vengono venduti nell'asta di Eli Mills e Gunnar Eversoll. L'altra metà viene in seguito liberata e dispersa da Maisie Lockwood.

### Flora
La parte settentrionale dell'isola presenta una foresta pluviale decidua, mentre il resto del territorio presenta una foresta pluviale primaria. Dove non specificato non è possibile risalire alle specie. Tra le piante presenti:
- Azadirachta indica, il neem, nel romanzo e nel film chiamata impropriamente col neologismo "lillà delle Antille".
- Ficus macrophylla, chiaramente riconoscibile in molte sequenze dei film.
- Musaceae, chiaramente riconoscibili in molte sequenze dei film.
- Tetrazygia bicolor, o west indian lilac.

Nella realtà nessuna delle piante sopracitate avrebbe potuto trovarsi sull'isola, in quanto facenti parte di gruppi non presenti nelle prossimità di dove avrebbe dovuto trovarsi la stessa.
Per dare un'aria giurassica all'ambiente vengono inoltre introdotte dalla InGen diverse specie vegetali non estinte:
- Arecaceae di grossa taglia.
- Bambuseae.
- Cycadales, l'ordine vegetale più distintivo dell'era mesozoica.
- Heliconia.
- Pinus.
- Zingiber officinale, nel romanzo viene introdotta nella costa est per produrne del gelato[3].

### Fauna
Oltre alle creature preistoriche, data l'abbondanza di vegetazione e la varietà di habitat presenti sull'isola, è presente anche una fauna autoctona, descritta nel romanzo e distrattamente mostrata nei film. Dove non specificato non è possibile risalire alle specie.
- Aves. Sono presenti dozzine di specie di uccelli, tutti volatori. In diversi passaggi dei film se ne possono sentire i versi e in alcune scene anche vedere che si alzano in volo dagli alberi quando spaventati.
  - Pelecanus occidentalis, riconoscibile nel primo film.
  - Pteroglossus torquatus, comparso in un gioco della saga.
- Serpentes, nel romanzo si rivela che ne sono presenti delle specie.
  - Boa imperator, nel primo film, "Jurassic Park", al termine della scena in cui viene ucciso Robert Muldoon compare un esemplare di Boa. L'esemplare comparso nella scena appartiene probabilmente alla specie Boa constrictor, diffuso tra gli allevatori e il cui areale copre il Sud America ma, data la posizione riferita dell'isola, è più corretto supporre che, se fosse esistita, sarebbe stata popolata dalla specie Boa imperator, che popola l'America centrale compreso la Costa Rica.
- Didelphidae
  - In un capitolo del libro viene rivelato che alcuni opossum vivono sull'isola. Sono spesso prede dei dilofosauri, che li avvelenano e poi divorano le loro carcasse.
- Cervidae
  - Il sito della Masrani Global creato dalla Universal per pubblicizzare Jurassic World rivela la presenza sull'isola di una sottospecie fittizia di cervo dal ciuffo (Elaphodus cephalosus nublarus), animale prevalentemente notturno.

## Creature preistoriche presenti sull'isola

### Flora
- Serenna veriformans, chiamata anche S. vermiform e S. veriforman, sono una specie e genere fittizi di pianta estinta e riprodotta sull'isola. Si rivela che la tossina contenuta nelle sue spore sarebbero 50 volte più tossica di Nerium oleander.

### Fauna

#### Nel canone del romanzo

##### Jurassic Park
- Apatosaurus (genere costituito attualmente da 2 specie[4]). In alcune edizioni viene sostituito con Camarasaurus (genere costituito attualmente da 3 specie).
- Cearadactylus atrox.
- Coelurus fragilis, brevemente menzionato come uno dei ceppi di paleo-DNA in fase di estrazione.
- Dilophosaurus wetherilli, di cui ne sono state ridotte le dimensioni[5]. Inoltre il veleno ed il collare retrattile sono state riconosciute da Crichton come licenza creativa[6][7].
- Hypsilophodon, in alcune edizioni viene sostituito da Dryosaurus (genere costituito attualmente da 2 specie[8][9]).
- Euoplocephalus tutus, presente nella lista delle attrazioni, ma non compare fisicamente nel romanzo.
- Hadrosaurus foulkii.
- Maiasaura peeblesorum.
- Meganeura monyi.
- Microceratus gobiensis, di cui si parla come di animali arboricoli. In alcune edizioni viene sostituito con Callovosaurus leedsi.
- Othnielia rex, che viene descritto come capace di arrampicarsi sugli alberi.
- Procompsognathus triassicus, a cui è stata aggiunta la caratteristica di un morso velenoso di tipo soporifero[6].
- Stegosaurus (genere costituito attualmente da 3 specie[10]).
- Styracosaurus albertensis, presente nella lista delle attrazioni, ma non compare fisicamente nel romanzo.
- Triceratops (genere costituito attualmente da 2 specie[11]).
- Tyrannosaurus rex.
- Velociraptor, che fu modellato sul Dromaeosauridae Deinonychus antirrhopus, che a quel tempo era stato temporaneamente ribattezzato Velociraptor antirrhopus da Gregory Scott Paul[12]. Sia nel romanzo che nel film, i resti di "Velociraptor" vengono trovati in Montana, dove viveva Deinonychus. Il vero Velociraptor infatti viveva nell'Asia centrale[7]. Nei film, a supporto di ciò, la taglia e la forma del muso sono molto più caratteristici di Deinonychus che non del vero Velociraptor (genere costituito attualmente da 2 specie[13][14][15][16]).

#### Nel canone cinematografico

##### Jurassic Park
Sebbene all'inizio del film venga rivelato che la InGen sia riuscita a generare embrioni di 15 diverse specie, nel film ne vengono mostrate solo 7.
- Brachiosaurus altithorax.
- Dilophosaurus wetherilli, di cui ne sono state ridotte le dimensioni.[5] Inoltre il veleno ed il collare retrattile sono state riconosciute da Crichton come licenza creativa.[6][7]
- Gallimimus bullatus.
- Parasaurolophus (genere costituito attualmente da 3 specie).
- Triceratops (genere costituito attualmente da 2 specie).[11]
- Tyrannosaurus rex.
- Velociraptor, che fu modellato sul Dromaeosauridae Deinonychus antirrhopus, che a quel tempo era stato temporaneamente ribattezzato Velociraptor antirrhopus da Gregory Scott Paul.[12] Sia nel romanzo che nel film, i resti di "Velociraptor" vengono trovati in Montana, dove viveva Deinonychus. Il vero Velociraptor infatti viveva nell'Asia centrale[7]. Nei film, a supporto di ciò, la taglia e la forma del muso sono molto più caratteristici di Deinonychus che non del vero Velociraptor (genere costituito attualmente da 2 specie).[13][14][15][16]

Di altre 3 compare solo il nome accanto ai rispettivi embrioni nel laboratorio.
- Metriacanthosaurus parkeri.
- Proceratosaurus bradleyi.
- Stegosaurus (genere costituito attualmente da 3 specie).[10]

Altre 3 compaiono sulla mappa della brochure ufficiale del parco (oggetto di scena, mai mostrato nel dettaglio).
- Baryonyx walkeri.
- Herrerasaurus ischigualastensis (Apparso in Jurassic Park: The Game).
- Segisaurus halli.

- Allosaurus fragilis (del genere esistono altre 2 specie riconosciute, più altre 4 considerate nomina dubia ufficialmente ascrivibili ad A. fragilis).
- Jurassic World, Jurassic World - Il regno distrutto, Jurassic World Nuove Avventure
- Ankylosaurus magniventris.
- Apatosaurus (genere costituito attualmente da 2 specie).[4]
- Baryonyx walkeri.
- Brachiosaurus altithorax.
- Carnotaurus sastrei.
- Ceratosaurus, appare nella serie Jurassic World Camp Cretaceous, nella quale viene rivelato che ne esiste una popolazione sull'isola.
- Compsognathus longipes.
- Corythosaurus (genere costituito attualmente da 2 specie). In Jurassic World compare solo in una scena tagliata.
- Deinonychus antirrhopus, presente solo nell'oloscopio, quindi potrebbe esisterne una popolazione sull'isola.
- Dilophosaurus wetherilli, di cui ne sono state ridotte le dimensioni.[5] Inoltre il veleno e il collare retrattile sono state riconosciute da Crichton come licenza creativa.[6][7] In Jurassic World compare solo come ologramma, dunque potrebbe essere anche sull'isola.
- Dimorphodon macronyx (ne esiste anche un'altra specie più grande, Dimorphodon weintraubi).
- Edmontosaurus annectens (ne esiste un'altra specie, Edmontosaururus regalis, più antica), di cui è apparsa unicamente un'immagine sul sito promozionale di Jurassic World, ma l'animale non è comparso nel film definitivo se non in un paio di scene eliminate, tuttavia potrebbe esisterne una popolazione sull'isola.
- Elaphrosaurus bambergi, presente solo nell'oloscopio, quindi potrebbe esisterne una popolazione sull'isola.
- Gallimimus bullatus.
- Hadrosaurus foulkii (da alcuni considerato un nomen dubium), presente solo nell'oloscopio, quindi potrebbe esisterne una popolazione sull'isola. In Jurassic World - Il regno distrutto compare solo in una scena tagliata.
- Herrerasaurus ischigualastensis, non compare ma viene rivelato che ne esiste una popolazione sull'isola.
- Hoplitosaurus marshi, presente solo nell'oloscopio, quindi ne potrebbe esistere una popolazione sull'isola.
- Indominus rex (creato appositamente per il film, è un ibrido geneticamente modificato tra varie specie sia estinte che viventi).
- Lesothosaurus diagnosticus, presente solo nell'oloscopio, quindi ne potrebbe esistere una popolazione sull'isola.
- Metriacanthosaurus parkeri, non compare ma viene rivelato che ne esiste una popolazione sull'isola.
- Microceratus gobiensis, di cui è apparsa unicamente un'immagine sul sito promozionale di Jurassic World, ma l'animale non è comparso nel film definitivo se non in un paio di scene eliminate, tuttavia potrebbe esisterne una popolazione sull'isola[17].
- Monolophosaurus jiangi, appare nella serie Jurassic World Camp Cretaceous, nella quale viene rivelato che ne esiste una popolazione sull'isola.
- Mosasaurus (genere costituito da 1 specie).
- Nasutoceratops titusi, compare solo nel cortometraggio spin-off Battle at Big Rock, quindi doveva esserne presente una popolazione sull'isola.
- Nipponosaurus sachalinensis, presente solo nell'oloscopio, quindi ne potrebbe esistere una popolazione sull'isola.
- Ouranosaurus, appare nella serie Jurassic World - Nuove avventure, nella quale viene rivelato che ne esiste una popolazione sull'isola.
- Pachycephalosaurus wyomingensis, nel secondo film ne sono state ridotte le dimensioni a quelle dell'affine Stegoceras validum, mentre in Jurassic World le sue dimensioni sono più corrette.
- Pachyrhinosaurus (genere costituito attualmente da 3 specie), non compare ma viene rivelato che ne esiste una popolazione sull'isola.
- Parasaurolophus (genere costituito attualmente da 3 specie).
- Peloroplites cedrimontanus, ne è mostrato solo uno scheletro che viene raggiunto dalla lava e un altro scheletro in una scena tagliata, quindi potrebbe esisterne una popolazione sull'isola.
- Plesiosaurus dolichodeirus, presente solo nell'oloscopio, quindi potrebbe essere sull'isola.
- Pteranodon longiceps.
- Scorpios rex, mostrato nella terza stagione della serie Jurassic World Camp Cretaceous, è un ibrido di creature estinte e vivente.
- Segisaurus halli, non compare ma viene rivelato che ne esiste una popolazione sull'isola.
- Sinoceratops zhuchengensis.
- Stegoceratops (ibrido creato appositamente per il film, formato da Triceratops e Stegosaurus, il cui craneo è tuttavia più simile al Nasutoceratops), inizialmente pensato per il film Jurassic World, compare solo nei concept art, nel merchandising ufficiale.
- Stegosaurus (genere costituito attualmente da 3 specie[18]).
- Stygimoloch spinifer (ci sono dubbi sulla validità di questa specie; è stato ipotizzato possa essere uno stadio giovanile di Pachycephalosaurus wyomingensis).
- Suchomimus tenerensis, non compare ma viene rivelato che ne esiste una popolazione sull'isola.
- Tarbosaurus bataar. Compare nelľ episodio interattivo Jurassic world camp cretaceous hidden adventure dove sembra avere l'abilità della partenogenesi come Blue e la Scorpios Rex.
- Teratophoneus curriei, ne è mostrata solo una carcassa sull'isola, quindi potrebbe essere su essa.
- Triceratops (genere costituito attualmente da 2 specie[11]).
- Troodon formosus, compare solo in una rappresentazione teatrale, in alcuni giochi tratti dalla saga ed è stato confermato che esiste una popolazione sull'isola grazie a Jurassic Park: The Game.
- Tyrannosaurus rex.
- Velociraptor, che fu modellato sul Dromaeosauridae Deinonychus antirrhopus, che a quel tempo era stato temporaneamente ribattezzato Velociraptor antirrhopus da Gregory Scott Paul[12]. Sia nel romanzo che nel film, i resti di "Velociraptor" vengono trovati in Montana, dove viveva Deinonychus. Il vero Velociraptor infatti viveva nell'Asia centrale[7]. Nei film, a supporto di ciò, la taglia e la forma del muso sono molto più caratteristici di Deinonychus che non del vero Velociraptor (genere costituito attualmente da 2 specie[13][14][15][16]).